# Nubifragio
In meteorologia un nubifragio è una precipitazione piovosa particolarmente intensa, durante la quale il tasso di pioggia caduta (rain rate) è uguale o superiore a 30 mm per ora. Nonostante solitamente abbia una breve durata, data la sua intensità, questo fenomeno è in grado di creare condizioni di allagamento e inondazioni, specie in zone predisposte. Si tratta di fenomeni associati tipicamente a temporali particolarmente violenti e duraturi, spesso con forte vento, in genere legati a linee temporalesche o a veri e propri violenti cicloni extratropicali.
Vengono spesso definiti dai mass media italiani con il neologismo bombe d'acqua, libera traduzione del termine inglese cloudburst (esplosione di nuvola). Secondo alcune fonti, questo neologismo (non utilizzato in meteorologia) fu coniato inizialmente dal quotidiano La Nazione nel settembre 2003, in occasione del nubifragio che colpì la provincia di Massa e Carrara in quel periodo, e poi ripreso da altre testate e agenzie giornalistiche. Il termine però non fu molto diffuso nel linguaggio comune fino al 2013, quando cominciò a essere impiegato per definire ben 14 fenomeni precipitativi intensi, accaduti nel territorio italiano durante quell'anno, che addirittura in quello successivo (fino almeno a ottobre), salirono a 30.